# Cassius Charea
Cassius Charea (død år 41 e.Kr.) var romersk centurion. Cassius Charea var i Prætorianergarden i Germanicus' armé under kejser Caligula, som Cassius Charea dræbte den 24. januar år 41. Cassius Charea blev henrettet af kejser Claudius efter drabet på Caligula. 